# Joyce Vincent
Joyce Carol Vincent (Hammersmith, 15 de outubro de 1965 - Wood Green, meados de dezembro de 2003) foi uma mulher britânica cuja morte passou despercebida por mais de dois anos, já que seu cadáver permaneceu sem ser descoberto em seu quarto em Londres. Antes de sua morte, Vincent cortou quase todos os contatos com aqueles que a conheciam. Ela se demitiu de seu trabalho em 2001 e se mudou para um abrigo para vítimas de violência doméstica. Ao mesmo tempo, ela começou a reduzir o contato com amigos e familiares. Ela morreu em sua cama em dezembro de 2003, sem que familiares, colegas de trabalho, nem vizinhos tomassem conhecimento. Seus restos mortais foram descobertos em 25 de janeiro de 2006, sendo que a causa da morte provavelmente foi um ataque de asma ou complicações de uma úlcera péptica.
Sua vida e morte foram o tema dos Dreams of a Life, um filme-documentário dramático de 2011. O filme e a vida de Vincent inspiraram o álbum Hand. Cannot. Erase. do músico Steven Wilson.

## Vida
Joyce Vincent nasceu em Hammersmith em 19 de outubro de 1965 e foi criada perto de Fulham Palace. Seus pais imigraram para Londres da ilha de Granada; seu pai Lawrence era um carpinteiro de descendência africana e sua mãe, Lyris, era de ascendência indiana. Após uma operação, sua mãe morreu quando Vincent tinha onze anos e suas quatro irmãs mais velhas assumiram a responsabilidade por sua educação. Ela teve um relacionamento tenso e emocionalmente distante com seu pai, que alegou ter morrido em 2001 (vivia até 2004). Ela frequentou a Escola Primária Melcombe e a Escola Fulham Gilliatt para Meninas e deixou a escola aos 16 anos sem qualificações.
Em 1985, Vincent começou a trabalhar como secretária na empresa Overseas Containers na Cidade de Londres. Ela então trabalhou na Itochu e na Law Debenture antes de se juntar à Ernst & Young. Ela trabalhou no departamento de tesouraria de Ernst & Young por quatro anos, mas pediu demissão em março de 2001 por razões desconhecidas. Pouco depois, Vincent passou algum tempo em um abrigo para vítimas de violência doméstica em Haringey e trabalhou como camareira em um hotel econômico. Durante esse período, ela se separou de sua família. Uma fonte envolvida na investigação disse: "Ela se separou de sua família, mas não houve brigas. Eles são uma família muito legal. Nós entendemos que ela estava em um relacionamento e houve uma história de violência doméstica". Especula-se que ela estava envergonhada de ser vítima de abuso doméstico ou não queria ser perseguida por seu abusador.
Como uma vítima de violência doméstica, Vincent foi transferida para um apartamento acima do Wood Green Shopping City, em fevereiro de 2003. O apartamento era propriedade do Metropolitan Housing Trust e era usado para abrigar vítimas de abuso. Em novembro de 2003, após vomitar sangue, ela foi hospitalizada por dois dias devido a uma úlcera péptica.

## Morte
Vincent morreu de causas desconhecidas em dezembro de 2003. Ela era uma vítima de asma. Um ataque de asma ou complicações em torno de sua úlcera péptica recente foram sugeridas como possíveis causas da morte. Seus restos foram descritos como "principalmente esqueléticos" de acordo com o patologista e ela estava deitada de costas, ao lado de uma bolsa de compras, cercada por presentes de Natal que ela tinha embrulhado, mas nunca entregue. Não se sabe para quem os presentes foram comprados e o relatório da polícia sobre o caso foi descartado.
Os vizinhos assumiram que o apartamento estava desocupado e o odor do tecido corporal em decomposição era atribuído às lixeiras próximas. As janelas do apartamento não permitiam a visão direta para o alojamento. Dependentes químicos frequentaram a área, o que pode explicar por que ninguém questionou o barulho constante da televisão. Metade do seu aluguel estava sendo paga automaticamente ao Metropolitan Housing Trust por agências de benefícios, levando funcionários a acreditar que ela ainda estava viva. No entanto, ao longo de dois anos, 2400 libras no aluguel não remunerado foram acumuladas e os funcionários da habitação decidiram reatar a propriedade. Seu cadáver foi descoberto em 25 de janeiro de 2006, quando os oficiais de justiça ingressaram. A televisão e o aquecimento ainda estavam ligados devido às suas contas serem continuamente pagas por pagamentos de débito automático e perdão de dívidas.
O Metropolitan Housing Trust disse que, devido aos benefícios de habitação que cobriram os custos do aluguel por algum período após a morte de Vincent, os atrasos não foram mantidos por muito tempo. O Metropolitan Housing Trust disse que nenhuma preocupação foi levantada por vizinhos ou visitantes em qualquer momento durante os dois anos entre a morte e a descoberta do corpo.
Os restos de Vincent estavam muito decompostos para conduzir um post-mortem completo e ela teve que ser identificada a partir de registros dentários. A polícia determinou a morte por causas naturais, pois não havia nada para sugerir um crime: a porta da frente estava trancada e não havia sinal de uma invasão. No momento da morte, ela tinha um namorado, mas a polícia não conseguiu rastreá-lo. Suas irmãs haviam contratado um detetive particular para procurá-la e contataram o Exército de Salvação, mas essas tentativas não tiveram êxito. O detetive encontrou a casa onde Vincent estava vivendo e a família escreveu cartas para ela. Mas, como ela já estava morta por todo este tempo, eles não receberam resposta e a família assumiu que ela havia cortado deliberadamente os laços com eles.
O Glasgow Herald informou,
"... seus amigos a viam como alguém que fugia de problemas, que saia de um emprego se ela entrasse em confronto com um colega e que se mudava de um apartamento para outro em toda Londres. Ela não respondia ao telefonemas de sua irmã e não parecia ter seu próprio círculo de amigos, em vez disso, confiar na companhia de estranhos relativos que vieram com o pacote de um novo namorado, um colega ou colega de apartamento."

## Impacto cultural
Um filme sobre Joyce, Dreams of a Life, escrito e dirigido por Carol Morley com Zawe Ashton interpretando Joyce, foi lançado em 2011. Morley entrevistou pessoas que conheciam Joyce. Eles descreveram uma mulher linda, inteligente e socialmente ativa a quem eles assumiram que "estava fora de algum lugar tendo uma vida melhor do que a deles". Durante sua vida, ela conheceu figuras como Nelson Mandela, Ben E. King, Gil Scott-Heron e Betty Wright, além de também ter estado em um jantar com Stevie Wonder.
Em 4 de novembro de 2014, o músico britânico Steven Wilson anunciou que seu quarto CD, intitulado Hand. Cannot. Erase., seria baseado na vida de Vincent. De acordo com Wilson, ele se inspirou para criar um álbum conceitual depois de ver os Dreams of a Life. No livro que acompanhou o lançamento do álbum, o personagem central é uma versão altamente ficcional de Vincent: nasceu em 8 de outubro de 1978 de uma mãe italiana e morreu ou desapareceu em 22 de dezembro de 2014. Sua única irmã é uma menina, 'J.', que foi favorecida por seus pais antes de seu divórcio. No álbum e no livro, os presentes de Natal são destinados ao irmão e sua família.
Um livro em língua grega escrito e publicado pelo escritor de música Anthony Petropoulos foi lançado em agosto de 2017. O livro tinha o título de "Mόνη μέσα στο πλήθος - Η ζωή και το τραγικό τέλος της Joyce Carol Vincent" ("Sozinha na multidão - A vida e a trágica morte de Joyce Carol Vincent").